# Jorunna spazzola
Jorunna spazzola (Er. Marcus, 1955) è un mollusco nudibranchio della famiglia Discodorididae.